# Robert Coutant
Robert Coutant, né le 14 janvier 1908 à Ivry-sur-seine (Seine, actuellement Val-de-Marne) et mort le 15 juillet 1978 à Sommaing-sur-ecaillon (Nord), est un homme politique français.

## Biographie
Robert Coutant est le fils d'Henri Coutant, député républicain-socialiste de la Seine de 1913 à 1924, et petit-fils de Jules Coutant, dit Coutant-d'Ivry, député socialiste, puis républicain-socialiste de la Seine de 1893 à 1913 et maire d'Ivry-sur-Seine de 1908 à 1913.
C'est donc dans la mouvance socialiste que Robert fait ses premières armes en politiques : militants des jeunesses socialistes, il adhère à la SFIO en 1927. D'abord employé d'assurance après son succès au baccalauréat, il quitte la région parisienne à la fin des années 1920 et s'installe à Raismes, où il travaille comme dessinateur industriel. Il milite alors très activement dans le syndicalisme. En 1932, il devient secrétaire de la section locale de la SFIO. Au moment du Front populaire, il rejoint la tendance Gauche Révolutionnaire, menée par Marceau Pivert.
En 1938, il est licencié pour faits de grève, et doit retourner en région parisienne, où il travaille dans une usine Citroën.
Mobilisé au début de la Seconde Guerre mondiale, il est « affecté spécial » chez Citroën et ne participe pas aux combats. Il s'engage cependant ensuite dans la résistance, au sein du réseau Libération-Nord.
Après la guerre, il retourne dans le Nord, où il participe à la reconstruction de la fédération socialiste. Placé en troisième position sur la liste SFIO menée par Eugène Thomas dans la troisième circonscription du Nord pour l'élection de la seconde constituante, il est élu député en juin 1946.
À l'assemblée, il s'intéresse aux questions sociales, notamment les congés payés, mais aussi les pensions de retraite. Il propose notamment qu'une part de la taxe sur le tabac servent à assurer un minimum vital aux personnes âgés démunies.
En novembre 1946, cependant, il perd son siège, du fait de la baisse du résultat électoral de la SFIO dans sa circonscription. Il entre alors au cabinet d'Augustin Laurent, ministre d'Etat, comme directeur adjoint. L'année suivante, il est élu au comité directeur de la SFIO, et devient délégué national à la propagande. Il est aussi responsable des groupes socialistes d'entreprise de 1947 à 1951, et membre de la commission nationale ouvrière jusqu'en 1957. En octobre 1947, il est élu conseiller municipal de Valenciennes, et conserve ce mandat jusqu'en 1959.
Il participe aussi activement, a niveau local, à la scission de la CGT et à la construction des syndicats Force ouvrière. Il est ensuite très actif lors des congrès confédéraux, sans occuper de fonction nationale permanente.
En 1948, il tente de retrouver un siège de parlementaire en se portant candidat, en vain, au Conseil de la République.
En juillet 1950, il est nommé conseiller au cabinet d'Eugène Thomas, secrétaire d'État aux PTT.
Il retrouve son siège de député en juin 1951, toujours en troisième position sur la liste socialiste, et fait preuve d'une grande activité parlementaire. Il est notamment rapporteur de la commission du travail et de la sécurité sociale et à ce titre participe activement à la mise en place ou aux réformes des conventions collectives, de l'échelle mobile des salaires, du SMIG, du temps de travail, du financement de la sécurité sociale... Il demande aussi en 1953 l'amnistie des faits liés à des actions de grève.
Il est aussi rapporteur de la loi créant le bureau de recherches géologiques, géophysiques et minière, et de celle définissant le statut du personnel de la Caisse nationale de l'énergie.
En 1956, il conserve son siège, toujours dans les mêmes conditions. Président de la commission du travail et de la sécurité sociale à partir de 1957, il est rapporteur de lois sociales d'importance : troisième semaine de congés payés, réforme du code du travail, remboursements des soins, privilège des salaires en cas de faillite, organisation des hôpitaux publics.
En 1958, il s'oppose, comme d'autres élus du Nord comme Rachel Lempereur ou Arthur Notebart, au soutien de la SFIO au retour de Charles de Gaulle au pouvoir. Il soutient la motion d'Albert Gazier au congrès d'Issy-les-Moulineaux qui se tient en septembre. Celle-ci cependant est rejetée au niveau national comme au niveau de la fédération du Nord, ce qui conduit Robert Coutant à ne pas se représenter aux législatives de novembre.
Il se détourne alors de l'action politique nationale. Élu maire de la petite commune de Somain-sur-Ecaillon en 1965, il est désavoué par son conseil municipal trois ans plus tard, après qu'il a apporté son soutien au mouvement de mai 1968, et démissionne de son mandat.
Toujours militant socialiste, il se présente en 1973 aux législatives contre  Georges Donnez, dissident du Parti socialiste, sans réussir à l'empêcher d'être élu.